# Грудзьондзький повіт
Грудзьондзький повіт (пол. powiat grudziądzki) — один з 19 земських повітів Куявсько-Поморського воєводства Польщі.
Утворений 1 січня 1999 року в результаті адміністративної реформи.

## Загальні дані
Повіт знаходиться у північно-східній частині воєводства.
Адміністративний центр — місто Грудзьондз (має статус міста на правах повіту, до складу повіту не входить) .
Станом на 1.01.2008 населення становить 38 559 осіб, площа 727,69 км².

## Демографія
Демографічні дані повіту станом на 30.06.2005:
|       | Всього | Всього | Жінки  | Жінки | Чоловіки | Чоловіки |
| ----- | ------ | ------ | ------ | ----- | -------- | -------- |
|       | осіб   | %      | осіб   | %     | осіб     | %        |
| Повіт | 38 433 | 100    | 19 299 | 50,2  | 19 134   | 49,8     |
| Міста | 5203   | 100    | 2755   | 53    | 2448     | 47       |
| Села  | 33 230 | 100    | 16 544 | 49,8  | 16 686   | 50,2     |